# 2006–2007-es női EHF-bajnokok ligája (csoportkör)
Ez a cikk ismerteti a 2006–2007-es női EHF-bajnokok ligája csoportkörének az eredményeit.

## Formátum
A csoportkörben a 16 részt vevő csapatot négy darab négycsapatos csoportra osztották. A csoporton belül a csapatok oda-vissza vágós rendszerű körmérkőzést játszottak egymással. A csoportok első két helyezettjei jutottak a negyeddöntőbe.
Azonos pontszám esetén az alábbiak szerint döntik el a sorrendet:
1. Egymás elleni mérkőzéseken szerzett több pont,
2. Egymás elleni mérkőzések alapján számolt gólkülönbség,
3. Egymás elleni mérkőzéseken lőtt több gól,
4. A csoport összes meccse alapján számolt gólkülönbség,
5. A csoportban lőtt gólok száma,
6. Sorsolás.

## Csoportkör

### A csoport
| #  | Csapat                  | M | Gy | D | V | G+  | G–  | Gk  | P  |
| -- | ----------------------- | - | -- | - | - | --- | --- | --- | -- |
| 1. | Krim                    | 6 | 5  | 0 | 1 | 196 | 173 | +23 | 10 |
| 2. | Aalborg DH              | 6 | 3  | 0 | 3 | 170 | 163 | +7  | 6  |
| 3. | Cem. la Union-Ribarroja | 6 | 2  | 0 | 4 | 165 | 178 | –13 | 4  |
| 4. | Gyinamo Volgograd       | 6 | 2  | 0 | 4 | 179 | 196 | –17 | 4  |

| 2007. január 6. | Aalborg DH     | 26–24       | Krim             | Gigantium Arena, Aalborg Nézőszám: 4300 Játékvezetők: Fleisch, Rieber (GER) |
| 2007. január 6. | Boson, Lunde 5 | (15–14)     | Bodnyeva, Oder 7 | Gigantium Arena, Aalborg Nézőszám: 4300 Játékvezetők: Fleisch, Rieber (GER) |
| 2007. január 6. | 4× 2×          | Jegyzőkönyv | 3× 3×            | Gigantium Arena, Aalborg Nézőszám: 4300 Játékvezetők: Fleisch, Rieber (GER) |

| 2007. január 7. | Gyinamo Volgograd | 31–29       | Cem. la Union-Ribarroja | Dynamo, Volgograd Nézőszám: 1100 Játékvezetők: Hajek, Macho (CZE) |
| 2007. január 7. | Makarova 8        | (17–12)     | Medved 9                | Dynamo, Volgograd Nézőszám: 1100 Játékvezetők: Hajek, Macho (CZE) |
| 2007. január 7. | 3× 2×             | Jegyzőkönyv | 3× 2×                   | Dynamo, Volgograd Nézőszám: 1100 Játékvezetők: Hajek, Macho (CZE) |

| 2007. január 13. | Cem. la Union-Ribarroja | 25–23       | Aalborg DH | Pabellón Municipal, Riba-roja de Túria Nézőszám: 800 Játékvezetők: Liachovicius, Paskevicius (LTU) |
| 2007. január 13. | Mangué 7                | (11–16)     | Logvin 10  | Pabellón Municipal, Riba-roja de Túria Nézőszám: 800 Játékvezetők: Liachovicius, Paskevicius (LTU) |
| 2007. január 13. | 2× 3× 1×                | Jegyzőkönyv | 3× 2×      | Pabellón Municipal, Riba-roja de Túria Nézőszám: 800 Játékvezetők: Liachovicius, Paskevicius (LTU) |

| 2007. január 13. | Krim    | 41–33       | Gyinamo Volgograd   | Arena Stožice, Ljubljana Nézőszám: 2500 Játékvezetők: Leandersson, Lindroos (FIN) |
| 2007. január 13. | Kindl 8 | (20–15)     | Kocsetova, Levina 8 | Arena Stožice, Ljubljana Nézőszám: 2500 Játékvezetők: Leandersson, Lindroos (FIN) |
| 2007. január 13. | 1× 3×   | Jegyzőkönyv | 2× 3×               | Arena Stožice, Ljubljana Nézőszám: 2500 Játékvezetők: Leandersson, Lindroos (FIN) |

| 2007. január 20. | Aalborg DH | 32–26       | Gyinamo Volgograd | Gigantium Arena, Aalborg Nézőszám: 4500 Játékvezetők: Brkic, Jusufhodzic (AUT) |
| 2007. január 20. | Logvin 11  | (16–12)     | Kocsetova 11      | Gigantium Arena, Aalborg Nézőszám: 4500 Játékvezetők: Brkic, Jusufhodzic (AUT) |
| 2007. január 20. | 1× 3×      | Jegyzőkönyv | 7× 3×             | Gigantium Arena, Aalborg Nézőszám: 4500 Játékvezetők: Brkic, Jusufhodzic (AUT) |

| 2007. január 20. | Cem. la Union-Ribarroja | 31–33       | Krim        | Pabellón Municipal, Riba-roja de Túria Nézőszám: 800 Játékvezetők: Cirligeanu, Bejenariu (ROU) |
| 2007. január 20. | Medved 10               | (13–15)     | Bodnyeva 10 | Pabellón Municipal, Riba-roja de Túria Nézőszám: 800 Játékvezetők: Cirligeanu, Bejenariu (ROU) |
| 2007. január 20. | 9× 3×                   | Jegyzőkönyv | 6× 2×       | Pabellón Municipal, Riba-roja de Túria Nézőszám: 800 Játékvezetők: Cirligeanu, Bejenariu (ROU) |

| 2007. február 10. | Aalborg DH         | 31–24       | Cem. la Union-Ribarroja | Gigantium Arena, Aalborg Nézőszám: 4500 Játékvezetők: Sokol, Posavec (CRO) |
| 2007. február 10. | Logvin, Pedersen 6 | (17–11)     | Medved 7                | Gigantium Arena, Aalborg Nézőszám: 4500 Játékvezetők: Sokol, Posavec (CRO) |
| 2007. február 10. | 5× 3×              | Jegyzőkönyv | 4× 3×                   | Gigantium Arena, Aalborg Nézőszám: 4500 Játékvezetők: Sokol, Posavec (CRO) |

| 2007. február 10. | Gyinamo Volgograd | 29–34       | Krim             | Dynamo, Volgograd Nézőszám: 1500 Játékvezetők: Hintenaus, Schneider (AUT) |
| 2007. február 10. | Kocsetova 10      | (19–16)     | Bodnyeva, Oder 6 | Dynamo, Volgograd Nézőszám: 1500 Játékvezetők: Hintenaus, Schneider (AUT) |
| 2007. február 10. | 6× 3×             | Jegyzőkönyv | 6× 2×            | Dynamo, Volgograd Nézőszám: 1500 Játékvezetők: Hintenaus, Schneider (AUT) |

| 2007. február 17. | Cem. la Union-Ribarroja | 28–26       | Gyinamo Volgograd | Pabellón Municipal, Riba-roja de Túria Nézőszám: 800 Játékvezetők: van der Helm, Wiebrands (NED) |
| 2007. február 17. | Brauer 7                | (14–18)     | Kocsetova 7       | Pabellón Municipal, Riba-roja de Túria Nézőszám: 800 Játékvezetők: van der Helm, Wiebrands (NED) |
| 2007. február 17. | 5× 2×                   | Jegyzőkönyv | 5× 3×             | Pabellón Municipal, Riba-roja de Túria Nézőszám: 800 Játékvezetők: van der Helm, Wiebrands (NED) |

| 2007. február 17. | Krim    | 30–26       | Aalborg DH | Arena Stožice, Ljubljana Nézőszám: 1800 Játékvezetők: Dobrovits, Tájok (HUN) |
| 2007. február 17. | Oder 11 | (13–12)     | Mehlmann 7 | Arena Stožice, Ljubljana Nézőszám: 1800 Játékvezetők: Dobrovits, Tájok (HUN) |
| 2007. február 17. | 5× 3×   | Jegyzőkönyv | 4× 2× 1×   | Arena Stožice, Ljubljana Nézőszám: 1800 Játékvezetők: Dobrovits, Tájok (HUN) |

| 2007. február 24. | Krim   | 34–28       | Cem. la Union-Ribarroja | Arena Stožice, Ljubljana Nézőszám: 3000 Játékvezetők: Hansen, Pettersen (NOR) |
| 2007. február 24. | Oder 9 | (18–14)     | Medved 9                | Arena Stožice, Ljubljana Nézőszám: 3000 Játékvezetők: Hansen, Pettersen (NOR) |
| 2007. február 24. | 3× 3×  | Jegyzőkönyv | 3× 3×                   | Arena Stožice, Ljubljana Nézőszám: 3000 Játékvezetők: Hansen, Pettersen (NOR) |

| 2007. február 24. | Gyinamo Volgograd | 34–32       | Aalborg DH | Dynamo, Volgograd Nézőszám: 1000 Játékvezetők: Dentz, Reibel (FRA) |
| 2007. február 24. | Levina 6          | (20–18)     | Logvin 9   | Dynamo, Volgograd Nézőszám: 1000 Játékvezetők: Dentz, Reibel (FRA) |
| 2007. február 24. | 3× 3× 1×          | Jegyzőkönyv | 5× 3×      | Dynamo, Volgograd Nézőszám: 1000 Játékvezetők: Dentz, Reibel (FRA) |

### B csoport
| #  | Csapat              | M | Gy | D | V | G+  | G–  | Gk  | P  |
| -- | ------------------- | - | -- | - | - | --- | --- | --- | -- |
| 1. | HC Lada Togliatti   | 6 | 5  | 0 | 1 | 192 | 178 | +14 | 10 |
| 2. | Győri Audi ETO KC   | 6 | 4  | 0 | 2 | 189 | 161 | +28 | 8  |
| 3. | Byåsen HE           | 6 | 3  | 0 | 3 | 177 | 186 | –9  | 6  |
| 4. | Budućnost Podgorica | 6 | 0  | 0 | 6 | 141 | 174 | –33 | 0  |

| 2007. január 7. | Byåsen HE     | 25–31       | HC Lada Togliatti | Trondheim Spektrum, Trondheim Nézőszám: 1300 Játékvezetők: Fernandez, Rios (ESP) |
| 2007. január 7. | Snorroeggen 7 | (12–14)     | Posztnova 7       | Trondheim Spektrum, Trondheim Nézőszám: 1300 Játékvezetők: Fernandez, Rios (ESP) |
| 2007. január 7. | 3× 2×         | Jegyzőkönyv | 4× 3×             | Trondheim Spektrum, Trondheim Nézőszám: 1300 Játékvezetők: Fernandez, Rios (ESP) |

| 2007. január 7. | Budućnost Podgorica | 25–31       | Győri Audi ETO KC     | Morača Sports Center, Podgorica Nézőszám: 5000 Játékvezetők: Gjeding, Hansen (DEN) |
| 2007. január 7. | Dmitrijeva 6        | (12–16)     | Brădeanu, Kovacsicz 7 | Morača Sports Center, Podgorica Nézőszám: 5000 Játékvezetők: Gjeding, Hansen (DEN) |
| 2007. január 7. | 5× 2×               | Jegyzőkönyv | 3× 2×                 | Morača Sports Center, Podgorica Nézőszám: 5000 Játékvezetők: Gjeding, Hansen (DEN) |

| 2007. január 13. | Győri Audi ETO KC | 33–27       | Byåsen HE  | Magvassy Mihály Sportcsarnok, Győr Nézőszám: 2500 Játékvezetők: Mazeika, Gatelis (LTU) |
| 2007. január 13. | Görbicz 11        | (17–13)     | Frafjord 6 | Magvassy Mihály Sportcsarnok, Győr Nézőszám: 2500 Játékvezetők: Mazeika, Gatelis (LTU) |
| 2007. január 13. | 3× 3×             | Jegyzőkönyv | 6× 3×      | Magvassy Mihály Sportcsarnok, Győr Nézőszám: 2500 Játékvezetők: Mazeika, Gatelis (LTU) |

| 2007. január 14. | HC Lada Togliatti | 32–23       | Budućnost Podgorica | Olymp Sportkomplex, Togliatti Nézőszám: 2500 Játékvezetők: Horácek, Novotny (CZE) |
| 2007. január 14. | Bliznova 7        | (17–12)     | Dmitrijeva 9        | Olymp Sportkomplex, Togliatti Nézőszám: 2500 Játékvezetők: Horácek, Novotny (CZE) |
| 2007. január 14. | 4× 3×             | Jegyzőkönyv | 4× 3× 1×            | Olymp Sportkomplex, Togliatti Nézőszám: 2500 Játékvezetők: Horácek, Novotny (CZE) |

| 2007. január 20. | HC Lada Togliatti | 31–29       | Győri Audi ETO KC | Olymp Sportkomplex, Togliatti Nézőszám: 2500 Játékvezetők: Pavel, State (ROU) |
| 2007. január 20. | Bliznova 11       | (16–17)     | Görbicz 12        | Olymp Sportkomplex, Togliatti Nézőszám: 2500 Játékvezetők: Pavel, State (ROU) |
| 2007. január 20. | 4× 2× 1×          | Jegyzőkönyv | 6× 3×             | Olymp Sportkomplex, Togliatti Nézőszám: 2500 Játékvezetők: Pavel, State (ROU) |

| 2007. január 21. | Budućnost Podgorica | 24–29       | Byåsen HE               | Morača Sports Center, Podgorica Nézőszám: 5000 Játékvezetők: Lazaar, Reveret (FRA) |
| 2007. január 21. | Radović 8           | (9–13)      | Hårsaker, Snorroeggen 7 | Morača Sports Center, Podgorica Nézőszám: 5000 Játékvezetők: Lazaar, Reveret (FRA) |
| 2007. január 21. | 5× 3×               | Jegyzőkönyv | 1× 3×                   | Morača Sports Center, Podgorica Nézőszám: 5000 Játékvezetők: Lazaar, Reveret (FRA) |

| 2007. február 10. | Budućnost Podgorica  | 23–27       | HC Lada Togliatti | Morača Sports Center, Podgorica Nézőszám: 3500 Játékvezetők: Hascik, Otapka (SVK) |
| 2007. február 10. | Jovanović, Radović 5 | (9–13)      | Posztnova 7       | Morača Sports Center, Podgorica Nézőszám: 3500 Játékvezetők: Hascik, Otapka (SVK) |
| 2007. február 10. | 6× 3×                | Jegyzőkönyv | 10× 2× 1×         | Morača Sports Center, Podgorica Nézőszám: 3500 Játékvezetők: Hascik, Otapka (SVK) |

| 2007. február 11. | Byåsen HE     | 30–29       | Győri Audi ETO KC | Trondheim Spektrum, Trondheim Nézőszám: 1000 Játékvezetők: Stoļarovs, Līcis (LAT) |
| 2007. február 11. | Snorroeggen 9 | (16–14)     | Vérten 7          | Trondheim Spektrum, Trondheim Nézőszám: 1000 Játékvezetők: Stoļarovs, Līcis (LAT) |
| 2007. február 11. | 1× 3×         | Jegyzőkönyv | 4× 3×             | Trondheim Spektrum, Trondheim Nézőszám: 1000 Játékvezetők: Stoļarovs, Līcis (LAT) |

| 2007. február 17. | Győri Audi ETO KC   | 28–20       | Budućnost Podgorica | Magvassy Mihály Sportcsarnok, Győr Nézőszám: 2000 Játékvezetők: Aliyev, Aghakishiyev (AZE) |
| 2007. február 17. | Brădeanu, Hornyák 5 | (13–9)      | Radičević 12        | Magvassy Mihály Sportcsarnok, Győr Nézőszám: 2000 Játékvezetők: Aliyev, Aghakishiyev (AZE) |
| 2007. február 17. | 2× 3×               | Jegyzőkönyv | 3× 3×               | Magvassy Mihály Sportcsarnok, Győr Nézőszám: 2000 Játékvezetők: Aliyev, Aghakishiyev (AZE) |

| 2007. február 18. | HC Lada Togliatti | 43–39       | Byåsen HE   | Olymp Sportkomplex, Togliatti Nézőszám: 2300 Játékvezetők: Vitzthum, Choquard (SUI) |
| 2007. február 18. | Marennyikova 8    | (22–19)     | Nøstvold 11 | Olymp Sportkomplex, Togliatti Nézőszám: 2300 Játékvezetők: Vitzthum, Choquard (SUI) |
| 2007. február 18. | 3× 3×             | Jegyzőkönyv | 3× 1×       | Olymp Sportkomplex, Togliatti Nézőszám: 2300 Játékvezetők: Vitzthum, Choquard (SUI) |

| 2007. február 25. | Győri Audi ETO KC | 39–28       | HC Lada Togliatti             | Magvassy Mihály Sportcsarnok, Győr Nézőszám: 2500 Játékvezetők: Sarajlic, Vukusic (CRO) |
| 2007. február 25. | Brădeanu 9        | (18–12)     | Csernoivanyenko, Davigyenko 6 | Magvassy Mihály Sportcsarnok, Győr Nézőszám: 2500 Játékvezetők: Sarajlic, Vukusic (CRO) |
| 2007. február 25. | 2× 2×             | Jegyzőkönyv | 4× 2×                         | Magvassy Mihály Sportcsarnok, Győr Nézőszám: 2500 Játékvezetők: Sarajlic, Vukusic (CRO) |

| 2007. február 25. | Byåsen HE     | 27–26       | Budućnost Podgorica | Trondheim Spektrum, Trondheim Nézőszám: 700 Játékvezetők: San Jose, Rodriguez (ESP) |
| 2007. február 25. | Snorroeggen 9 | (10–18)     | Jovanović 7         | Trondheim Spektrum, Trondheim Nézőszám: 700 Játékvezetők: San Jose, Rodriguez (ESP) |
| 2007. február 25. | 2× 3×         | Jegyzőkönyv | 6× 3× 1×            | Trondheim Spektrum, Trondheim Nézőszám: 700 Játékvezetők: San Jose, Rodriguez (ESP) |

### C csoport
| #  | Csapat              | M | Gy | D | V | G+  | G–  | Gk  | P  |
| -- | ------------------- | - | -- | - | - | --- | --- | --- | -- |
| 1. | Larvik HK           | 6 | 5  | 0 | 1 | 191 | 156 | +35 | 10 |
| 2. | Viborg HK           | 6 | 4  | 0 | 2 | 190 | 187 | +3  | 8  |
| 3. | Podravka Koprivnica | 6 | 2  | 0 | 4 | 171 | 197 | –26 | 4  |
| 4. | HC Leipzig          | 6 | 1  | 0 | 5 | 184 | 196 | –12 | 2  |

| 2007. január 6. | HC Leipzig | 23–31       | Larvik HK            | Arena Leipzig, Lipcse Nézőszám: 2000 Játékvezetők: Nikolov, Nachevski (MKD) |
| 2007. január 6. | Lybekk 6   | (8–16)      | Flaatnes, Johansen 7 | Arena Leipzig, Lipcse Nézőszám: 2000 Játékvezetők: Nikolov, Nachevski (MKD) |
| 2007. január 6. | 2× 3×      | Jegyzőkönyv | 2× 3× 1×             | Arena Leipzig, Lipcse Nézőszám: 2000 Játékvezetők: Nikolov, Nachevski (MKD) |

| 2007. január 6. | Podravka Koprivnica | 32–31       | Viborg HK | Fran Galović, Kapronca Nézőszám: 1000 Játékvezetők: Baranowski, Lemanowicz (POL) |
| 2007. január 6. | Todorovska 9        | (19–19)     | Jurack 9  | Fran Galović, Kapronca Nézőszám: 1000 Játékvezetők: Baranowski, Lemanowicz (POL) |
| 2007. január 6. | 4× 3× 1×            | Jegyzőkönyv | 4× 3×     | Fran Galović, Kapronca Nézőszám: 1000 Játékvezetők: Baranowski, Lemanowicz (POL) |

| 2007. január 13. | Viborg HK   | 39–33       | HC Leipzig      | Viborg Stadionhal, Viborg Nézőszám: 1800 Játékvezetők: Pandzic, Satordzija (BIH) |
| 2007. január 13. | Mikkelsen 8 | (18–13)     | három játékos 6 | Viborg Stadionhal, Viborg Nézőszám: 1800 Játékvezetők: Pandzic, Satordzija (BIH) |
| 2007. január 13. | 7× 3×       | Jegyzőkönyv | 4× 3×           | Viborg Stadionhal, Viborg Nézőszám: 1800 Játékvezetők: Pandzic, Satordzija (BIH) |

| 2007. január 14. | Larvik HK     | 36–28       | Podravka Koprivnica | Arena Larvik, Larvik Nézőszám: 1300 Játékvezetők: Gousko, Repkin (BLR) |
| 2007. január 14. | Riegelhuth 12 | (19–15)     | Todorovska 8        | Arena Larvik, Larvik Nézőszám: 1300 Játékvezetők: Gousko, Repkin (BLR) |
| 2007. január 14. | 3× 3×         | Jegyzőkönyv | 7× 2×               | Arena Larvik, Larvik Nézőszám: 1300 Játékvezetők: Gousko, Repkin (BLR) |

| 2007. január 20. | Larvik HK    | 31–19       | Viborg HK | Arena Larvik, Larvik Nézőszám: 1700 Játékvezetők: Leifsson, Palsson (ISL) |
| 2007. január 20. | Riegelhuth 9 | (13–7)      | Skov 8    | Arena Larvik, Larvik Nézőszám: 1700 Játékvezetők: Leifsson, Palsson (ISL) |
| 2007. január 20. | 1× 1×        | Jegyzőkönyv | 3× 3×     | Arena Larvik, Larvik Nézőszám: 1700 Játékvezetők: Leifsson, Palsson (ISL) |

| 2007. január 20. | Podravka Koprivnica | 37–34       | HC Leipzig | Fran Galović, Kapronca Nézőszám: 1800 Játékvezetők: Kouz, Zhoba (UKR) |
| 2007. január 20. | Todorovska 10       | (15–19)     | Lybekk 10  | Fran Galović, Kapronca Nézőszám: 1800 Játékvezetők: Kouz, Zhoba (UKR) |
| 2007. január 20. | 3× 2×               | Jegyzőkönyv | 5× 2× 1×   | Fran Galović, Kapronca Nézőszám: 1800 Játékvezetők: Kouz, Zhoba (UKR) |

| 2007. február 11. | HC Leipzig | 35–37       | Viborg HK   | Arena Leipzig, Lipcse Nézőszám: 4100 Játékvezetők: Baranowski, Lemanowicz (POL) |
| 2007. február 11. | Reiche 10  | (11–16)     | Mikkelsen 8 | Arena Leipzig, Lipcse Nézőszám: 4100 Játékvezetők: Baranowski, Lemanowicz (POL) |
| 2007. február 11. | 3× 3×      | Jegyzőkönyv | 6× 3×       | Arena Leipzig, Lipcse Nézőszám: 4100 Játékvezetők: Baranowski, Lemanowicz (POL) |

| 2007. február 11. | Podravka Koprivnica | 27–32       | Larvik HK     | Fran Galović, Kapronca Nézőszám: 1800 Játékvezetők: Jaskins, Zabko (LAT) |
| 2007. február 11. | Pasičnik 14         | (14–17)     | Riegelhuth 14 | Fran Galović, Kapronca Nézőszám: 1800 Játékvezetők: Jaskins, Zabko (LAT) |
| 2007. február 11. | 6× 2×               | Jegyzőkönyv | 6× 2×         | Fran Galović, Kapronca Nézőszám: 1800 Játékvezetők: Jaskins, Zabko (LAT) |

| 2007. február 17. | Viborg HK | 32–25       | Podravka Koprivnica | Viborg Stadionhal, Viborg Nézőszám: 1700 Játékvezetők: Fernandez, Rios (ESP) |
| 2007. február 17. | Skov 9    | (13–12)     | Pasičnik 9          | Viborg Stadionhal, Viborg Nézőszám: 1700 Játékvezetők: Fernandez, Rios (ESP) |
| 2007. február 17. | 5× 2× 1×  | Jegyzőkönyv | 3× 3×               | Viborg Stadionhal, Viborg Nézőszám: 1700 Játékvezetők: Fernandez, Rios (ESP) |

| 2007. február 17. | Larvik HK    | 30–27       | HC Leipzig         | Arena Larvik, Larvik Nézőszám: 1400 Játékvezetők: Förström, Mitrunen (FIN) |
| 2007. február 17. | Riegelhuth 9 | (17–12)     | Mesquita, Lybekk 6 | Arena Larvik, Larvik Nézőszám: 1400 Játékvezetők: Förström, Mitrunen (FIN) |
| 2007. február 17. | 2× 2×        | Jegyzőkönyv | 1× 3×              | Arena Larvik, Larvik Nézőszám: 1400 Játékvezetők: Förström, Mitrunen (FIN) |

| 2007. február 24. | Viborg HK | 32–31       | Larvik HK    | Viborg Stadionhal, Viborg Nézőszám: 1700 Játékvezetők: Pavicevic, Vujisic (MNE) |
| 2007. február 24. | Jurack 6  | (17–14)     | Riegelhuth 7 | Viborg Stadionhal, Viborg Nézőszám: 1700 Játékvezetők: Pavicevic, Vujisic (MNE) |
| 2007. február 24. | 1× 3×     | Jegyzőkönyv | 3× 3×        | Viborg Stadionhal, Viborg Nézőszám: 1700 Játékvezetők: Pavicevic, Vujisic (MNE) |

| 2007. február 25. | HC Leipzig | 32–22       | Podravka Koprivnica | Arena Leipzig, Lipcse Nézőszám: 1700 Játékvezetők: Hagen, Hallberg (SWE) |
| 2007. február 25. | Kudłacz 9  | (11–11)     | Zebić 6             | Arena Leipzig, Lipcse Nézőszám: 1700 Játékvezetők: Hagen, Hallberg (SWE) |
| 2007. február 25. | 1× 2×      | Jegyzőkönyv | 3× 3×               | Arena Leipzig, Lipcse Nézőszám: 1700 Játékvezetők: Hagen, Hallberg (SWE) |

### D csoport
| #  | Csapat                | M | Gy | D | V | G+  | G–  | Gk  | P  |
| -- | --------------------- | - | -- | - | - | --- | --- | --- | -- |
| 1. | Hypo Niederösterreich | 6 | 5  | 0 | 1 | 183 | 165 | +18 | 10 |
| 2. | Slagelse FH           | 6 | 3  | 0 | 3 | 155 | 143 | +12 | 6  |
| 3. | FTC Budapest          | 6 | 2  | 0 | 4 | 177 | 188 | –11 | 4  |
| 4. | RK Kometal Szkopje    | 6 | 2  | 0 | 4 | 143 | 162 | –19 | 4  |

| 2007. január 6. | FTC Budapest        | 31–28       | RK Kometal Szkopje | Elek Gyula Aréna, Budapest Nézőszám: 1200 Játékvezetők: Kohout, Novak (CZE) |
| 2007. január 6. | Szucsánszki, Tóth 8 | (14–12)     | Amorim 11          | Elek Gyula Aréna, Budapest Nézőszám: 1200 Játékvezetők: Kohout, Novak (CZE) |
| 2007. január 6. | 5× 3×               | Jegyzőkönyv | 7× 2× 1×           | Elek Gyula Aréna, Budapest Nézőszám: 1200 Játékvezetők: Kohout, Novak (CZE) |

| 2007. január 7. | Slagelse FH | 22–25       | Hypo Niederösterreich | Slagelse Hall, Slagelse Nézőszám: 1700 Játékvezetők: Repensek, Pozeznik (SLO) |
| 2007. január 7. | Popović 7   | (12–10)     | Rotiș-Nagy 6          | Slagelse Hall, Slagelse Nézőszám: 1700 Játékvezetők: Repensek, Pozeznik (SLO) |
| 2007. január 7. | 3× 3×       | Jegyzőkönyv | 3× 3×                 | Slagelse Hall, Slagelse Nézőszám: 1700 Játékvezetők: Repensek, Pozeznik (SLO) |

| 2007. január 12. | Hypo Niederösterreich | 32–30       | FTC Budapest | Bundessport- und Freizeitzentrum Südstadt, Maria Enzersdorf Nézőszám: 1100 Játékvezetők: Canbro, Claesson (SWE) |
| 2007. január 12. | O Szongok 8           | (18–14)     | Kirsner 8    | Bundessport- und Freizeitzentrum Südstadt, Maria Enzersdorf Nézőszám: 1100 Játékvezetők: Canbro, Claesson (SWE) |
| 2007. január 12. | 4× 3×                 | Jegyzőkönyv | 2× 3×        | Bundessport- und Freizeitzentrum Südstadt, Maria Enzersdorf Nézőszám: 1100 Játékvezetők: Canbro, Claesson (SWE) |

| 2007. január 14. | RK Kometal Szkopje | 18–19       | Slagelse FH | Szkopje Nézőszám: 1700 Játékvezetők: Baum Goralczyk (POL) |
| 2007. január 14. | Radulović 6        | (8–7)       | Popović 7   | Szkopje Nézőszám: 1700 Játékvezetők: Baum Goralczyk (POL) |
| 2007. január 14. | 1× 3×              | Jegyzőkönyv | 7× 3×       | Szkopje Nézőszám: 1700 Játékvezetők: Baum Goralczyk (POL) |

| 2007. január 19. | Hypo Niederösterreich | 38–27       | RK Kometal Szkopje | Bundessport- und Freizeitzentrum Südstadt, Maria Enzersdorf Nézőszám: 1100 Játékvezetők: Bashmak, Frolov (RUS) |
| 2007. január 19. | Rotiș-Nagy 8          | (20–13)     | Amorim 8           | Bundessport- und Freizeitzentrum Südstadt, Maria Enzersdorf Nézőszám: 1100 Játékvezetők: Bashmak, Frolov (RUS) |
| 2007. január 19. | 5× 3×                 | Jegyzőkönyv | 3× 3×              | Bundessport- und Freizeitzentrum Südstadt, Maria Enzersdorf Nézőszám: 1100 Játékvezetők: Bashmak, Frolov (RUS) |

| 2007. január 20. | FTC Budapest | 26–34       | Slagelse FH      | Elek Gyula Aréna, Budapest Nézőszám: 1200 Játékvezetők: Martin, Monroy (ESP) |
| 2007. január 20. | Tóth 6       | (13–15)     | Popović, Turej 8 | Elek Gyula Aréna, Budapest Nézőszám: 1200 Játékvezetők: Martin, Monroy (ESP) |
| 2007. január 20. | 1× 2× 1×     | Jegyzőkönyv | 9× 2× 1×         | Elek Gyula Aréna, Budapest Nézőszám: 1200 Játékvezetők: Martin, Monroy (ESP) |

| 2007. február 10. | FTC Budapest | 34–36       | Hypo Niederösterreich | Elek Gyula Aréna, Budapest Nézőszám: 1200 Játékvezetők: Cirligeanu, Bejenariu (ROU) |
| 2007. február 10. | Tóth 10      | (17–16)     | Rotiș-Nagy 9          | Elek Gyula Aréna, Budapest Nézőszám: 1200 Játékvezetők: Cirligeanu, Bejenariu (ROU) |
| 2007. február 10. | 3× 3×        | Jegyzőkönyv | 5× 3×                 | Elek Gyula Aréna, Budapest Nézőszám: 1200 Játékvezetők: Cirligeanu, Bejenariu (ROU) |

| 2007. február 11. | Slagelse FH | 24–16       | RK Kometal Szkopje  | Slagelse Hall, Slagelse Nézőszám: 3800 Játékvezetők: Goulao, Macau (POR) |
| 2007. február 11. | Popović 6   | (10–6)      | Amorim, Radulović 5 | Slagelse Hall, Slagelse Nézőszám: 3800 Játékvezetők: Goulao, Macau (POR) |
| 2007. február 11. | 4× 3×       | Jegyzőkönyv | 1× 2×               | Slagelse Hall, Slagelse Nézőszám: 3800 Játékvezetők: Goulao, Macau (POR) |

| 2007. február 17. | RK Kometal Szkopje | 31–28       | FTC Budapest | Szkopje Nézőszám: 1600 Játékvezetők: Lazaar, Reveret (FRA) |
| 2007. február 17. | Radulović 8        | (11–12)     | öt játékos 5 | Szkopje Nézőszám: 1600 Játékvezetők: Lazaar, Reveret (FRA) |
| 2007. február 17. | 4× 3×              | Jegyzőkönyv | 5× 3×        | Szkopje Nézőszám: 1600 Játékvezetők: Lazaar, Reveret (FRA) |

| 2007. február 18. | Hypo Niederösterreich | 30–29       | Slagelse FH | Bundessport- und Freizeitzentrum Südstadt, Maria Enzersdorf Nézőszám: 1200 Játékvezetők: Cohen, Peretz (ISR) |
| 2007. február 18. | Fridrikas 7           | (14–12)     | Popović 12  | Bundessport- und Freizeitzentrum Südstadt, Maria Enzersdorf Nézőszám: 1200 Játékvezetők: Cohen, Peretz (ISR) |
| 2007. február 18. | 3× 3× 1×              | Jegyzőkönyv | 6× 3×       | Bundessport- und Freizeitzentrum Südstadt, Maria Enzersdorf Nézőszám: 1200 Játékvezetők: Cohen, Peretz (ISR) |

| 2007. február 24. | RK Kometal Szkopje | 23–22       | Hypo Niederösterreich   | Szkopje Nézőszám: 1600 Játékvezetők: Methe, Methe (GER) |
| 2007. február 24. | Özel 9             | (9–11)      | Fridrikas, Rotiș-Nagy 6 | Szkopje Nézőszám: 1600 Játékvezetők: Methe, Methe (GER) |
| 2007. február 24. | 3× 3×              | Jegyzőkönyv | 3× 3×                   | Szkopje Nézőszám: 1600 Játékvezetők: Methe, Methe (GER) |

| 2007. február 25. | Slagelse FH | 27–28       | FTC Budapest | Slagelse Hall, Slagelse Nézőszám: 3300 Játékvezetők: Vodopivec, Krasna (SLO) |
| 2007. február 25. | Turej 7     | (13–14)     | Tóth 8       | Slagelse Hall, Slagelse Nézőszám: 3300 Játékvezetők: Vodopivec, Krasna (SLO) |
| 2007. február 25. | 4× 3×       | Jegyzőkönyv | 3× 2×        | Slagelse Hall, Slagelse Nézőszám: 3300 Játékvezetők: Vodopivec, Krasna (SLO) |